# Camil Mureșanu
Camil Bujor Mureșanu (n. 20 aprilie 1927, Turda – d. 21 februarie 2015, Cluj) a fost un istoric român, membru titular al Academiei Române, președintele filialei din Cluj a Academiei Române.

## Familia
Camil Mureșanu s-a născut în familia preotului greco-catolic Teodor Murășanu (1891-1966).

## Activitatea
A fost un profesor erudit, care a încercat  să-i învețe pe elevii săi cum să construiască punți solide de legătură între oameni și culturi.

## Lucrări
- Ioan de Hunedoara și vremea sa, București 1957,
- Revoluția burgheză din Anglia, București 1964,
- Erdély története, vol. 2, București 1964, [în colab.],
- Imperiul britanic, Ed. Științifică, 1967
- Monumente istorice din Turda, București 1968,
- Beziehungen zwischen der rumänischen und sächsischer Forschung im 19. und 20. Jahrhundert, în: Wege landeskundlicher Forschung, Köln-Wien 1988 (= Siebenbürgisches Archiv, Bd. 21),
- Națiune, naționalism. Evoluția naționalităților, Centrul de Studii Transilvane, Cluj 1996,
- John Hunyadi. Defender of Christendom, Iași-Oxford-Portland 2001.